# Mario Capasso
 (février 2017).
Si vous disposez d'ouvrages ou d'articles de référence ou si vous connaissez des sites web de qualité traitant du thème abordé ici, merci de compléter l'article en donnant les références utiles à sa vérifiabilité et en les liant à la section « Notes et références ».
Mario Capasso, né en 1951 à Naples et mort le 26 décembre 2023, est un spécialiste de papyrologie italien.

## Biographie
Mario Capasso étudie la papyrologie à l'université de Naples jusqu'en 1975, et y enseigne à partir de 1980. 
Il est nommé en 1986 professeur de paléographie et de diplomatique à l'université de Lecce, où il enseigne jusqu'en 1994. Il y fonde en 1992 le Centro di Studi Papirologici  et dirige le musée des papyrus de l'université. 
En 1995, il retourne à Naples afin de diriger l' Istituto Universitario Orientale, où il enseigne la paléographie grecque, et devient professeur ordinaire de papyrologie en l'an 2000. 
Il remplit les mêmes fonctions à partir de 2005 à l'université de Foggia. Il dirige avec Paola Davoli les fouilles que le Centro di Studi Papirologici de l'université de Lecce mène à Soknopaiou Nesos dans le Fayyoum. 
Auparavant, il a collaboré entre 1993 et 2003 avec Sergio Pernigotti aux fouilles de Bakchias organisées par l'université de Lecce et l'université de Bologne. En 2004, le professeur Capasso est nommé président de l'Associazione Italiana di Cultura Classica.
Le professeur Capasso est aussi éditeur de la revue Papyrologica Lupiensia, depuis 2004 des Studi di Egittologia e di Papirologia et depuis 2007, des Scripta avec Francesco Magistrale. Il contribue à Syngrammata. Ricerche di Papirologia, La Memoria e l’Antico. Materiali e Ricerche per la storia dello studio del Mondo Antico, Gli Album del Centro di Studi Papirologici dell’Università degli Studi di Lecce, L’Officina. Piccola Biblioteca di Papirologia Ercolanese und Biblioteca degli Studi di Egittologia e di Papirologia.
En 2006, il est nommé au Consiglio Direttivo Nazionale dell’Associazione Italiana di Cultura Classica, et coopté au comité éditorial de l'organe de l'association, Atene e Roma.
Mario Capasso s'intéresse d'abord à la papyrologie grecque, ainsi qu'à la restauration des papyri. Il a publié plus de 400 travaux.

## Liste sélective de travaux
- Trattato etico epicureo (PHerc. 346), Edizione, traduzione e commento. Naples, 1982.
- Il sepolcro di Virgilio. Naples, 1983.
- Carneisco, il secondo libro del Filista (PHerc. 1027). Edizione, traduzione e commento. Naples, 1988.
- Manuale di Papirologia Ercolanese. Lecce, 1991.
- Margini ercolanesi. Naples, 19912.
- Omaggio a Medea Norsa. Naples, 1993.
- Volumen. Aspetti della tipologia del rotolo librario antico. Naples, 1995.
- avec Sergio Pernigotti: Bakchias IV. Rapporto Preliminare della Campagna di Scavo del 1996. Pise-Rome, 1997.
- avec Sergio Pernigotti: Bakchias V. Rapporto Preliminare della Campagna di Scavo del 1997. Pise-Rome, 1998.
- A. de Jorio, Officina de’ Papiri descritta, ristampa dell’edizione del 1825. Naples, 1998.
- avec Sergio Pernigotti et Paola Davoli: Bakchias VI. Rapporto Preliminare della Campagna di Scavo del 1998. Pise-Rome, 1999.
- avec Sergio Pernigotti et Paola Davoli: Bakchias VII. Rapporto Preliminare della Campagna di Scavo del 1999. Imola, 2000.
- avec Sergio Pernigotti et Paola Davoli: Bakchias VIII. Rapporto Preliminare della Campagna di Scavo del 2000. Imola, 2001.
- avec Sergio Pernigotti et Paola Davoli: Bakchias IX. Rapporto Preliminare della Campagna di Scavo del 2001. Imola, 2002.
- Come tele di ragno sgualcite. D.-V. Denon e J.-F. Champollion nell’Officina dei Papiri Ercolanesi. Napoli 2002.
- Il ritorno di Cornelio Gallo: il papiro di Qaṣr Ibrîm venticinque anni dopo (= Album del Centro di studi papirologici dell'Università degli studi di Lecce. Bd. 5). Graus, Naples, 2003,  (ISBN 978-88-8346-045-6).
- Contributi alla storia dell’Officina dei Papiri Ercolanesi 3. Naples, 2003.
- Introduzione alla Papirologia. Dalla pianta di papiro all’informatica papirologica. Bologne, 2005.
- Hermae. Scholars and Scholarship in Papyrology. Edited by Mario Capasso. Giardini editori, Pise, 2007 (Biblioteca di 'Studi di Egittologia e di Papirologia', 4),  (ISBN 88-427-1442-9).
- Hermae. Scholars and Scholarship in Papyrology. II. Édité par Mario Capasso. Fabrizio Serra editore, Pise/Rome, 2010 (Biblioteca di 'Studi di Egittologia e di Papirologia', 7),  (ISBN 9788862273374). Recension d'Arthur Verhoogt, in: Bryn Mawr Classical Review 6 XII 2011

## Source de la traduction
- (de) Cet article est partiellement ou en totalité issu de l’article de Wikipédia en allemand intitulé « Mario Capasso » (voir la liste des auteurs).